# Lhotice
Lhotice är en ort i Tjeckien.   Den ligger i regionen Vysočina, i den centrala delen av landet, 150 km sydost om huvudstaden Prag. Lhotice ligger 468 meter över havet och antalet invånare är 151.
Terrängen runt Lhotice är platt.Runt Lhotice är det glesbefolkat, med 16 invånare per kvadratkilometer. Närmaste större samhälle är Jemnice, 2,7 km väster om Lhotice. Trakten runt Lhotice består till största delen av jordbruksmark.